# 2011年–2012年沙特阿拉伯抗议活动
2011年-2012年沙特阿拉伯抗议活动是2011年阿拉伯之春的一部分。抗议活动始于2011年1月底在萨姆塔的自焚事件和吉达的街头抗议活动，随即抗议浪潮蔓延至沙特阿拉伯多个地区。这场运动虽然被政府镇压，但它在一定程度上推动了沙特阿拉伯在公民权利方面的进步。

## 过程
2011年1月底，萨姆塔发生自焚事件，吉达也爆发了街头抗议。2月至3月初 卡提夫、胡富夫、阿瓦米耶和利雅得爆发了反对歧视什叶派的抗议活动。据称，原定在3月11日举行“愤怒日示威”的Facebook组织者费萨尔·艾哈迈德·阿卜杜勒·阿哈德于3月2日被沙特安全部队杀害，当天数百人在卡提夫、胡富夫和阿马维耶举行抗议活动。哈立德·约翰尼在利雅得独自示威，并接受了英国广播公司阿拉伯语频道的采访。其随后被关押在ʽUlaysha监狱，使其在网上被称为“沙特阿拉伯唯一的勇敢者”。2011年4月，利雅得、塔伊夫和塔布克的政府部门大楼前爆发了多起针对人权的抗议活动；2012年1月，利雅得也爆发了多起抗议活动。2011年，尼姆爾·尼姆爾鼓励他的支持者进行非暴力抵抗。
2011年4月和5月，在东部省的卡提夫、阿瓦米耶和胡富夫，反政府抗议活动持续爆发，要求释放未经指控或审判就被关押的囚犯，抗议活动还要求从巴林撤出半岛之盾部队，并要求东部省制定宪法和立法机构。2011年11月底，卡提夫地区发起了一系列的抗议和葬礼活动，在此期间有四名抗议者被沙特当局枪杀。其中两人于2012年1月13日被枪杀，另两人于2012年2月9日和10日被枪杀。在2012年初的示威活动中，抗议者高呼反对沙特王室和内政部长纳伊夫的口号，称纳伊夫是“恐怖分子”、“罪犯”和“屠夫”，并向坦克投掷纳伊夫的肖像。警方声称，其中两起致命枪击事件是针对先开枪的身份不明枪手的报复。2012年7月8日，在尼姆尔·尼姆尔腿部受伤并被警方逮捕后，东部省份的抗议活动愈演愈烈。抗议组织者坚持使用非暴力抵抗并呼吁释放所有什叶派和逊尼派的被拘留者。在2012年8月3日至4日的抗议活动中，又有一名示威者和一名士兵在卡提夫被枪杀，从而引发了更多抗议活动。
要求释放政治犯的抗议和静坐活动已蔓延至东部省以外地区，2011年3月20日在利雅得内政部、2011年12月在利雅得和布赖代以及2012年7月和8月在哈伊尔监狱附近也发生了抗议活动。

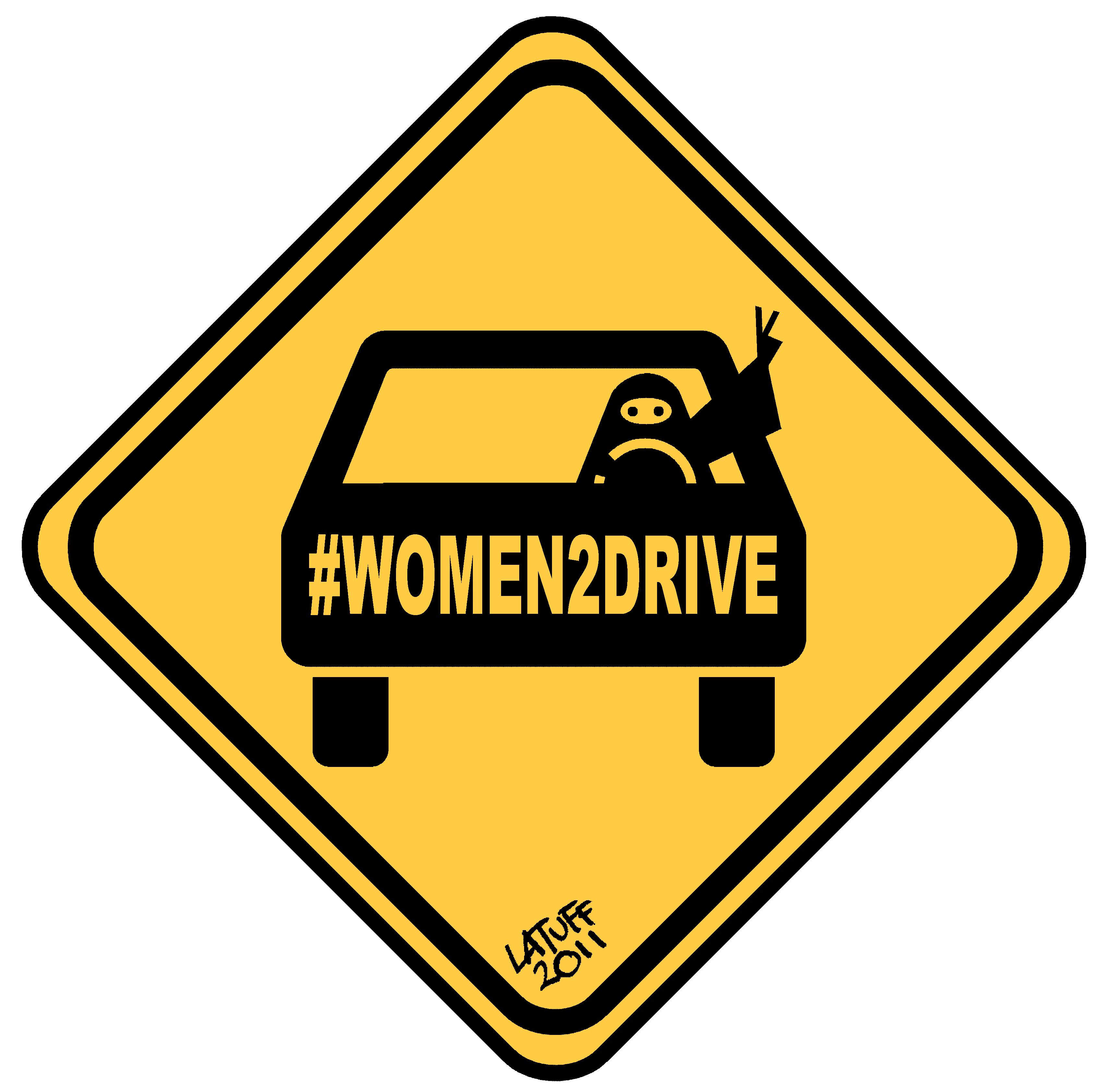
沙特阿拉伯“女性开车运动”的海报，由卡洛斯·拉图夫创作。

妇女们在Facebook上组织了名为“Baladi”的争取妇女选举权运动，声称沙特阿拉伯法律赋予妇女选举权。2011年4月，尽管官员表示妇女不能参与选举，但在吉达、利雅得和达曼等地的不少妇女们仍试图突破限制，以登记为9月29日市政选举的选民。5月和6月，Manal al-Sharif和其他妇女组织了妇女驾驶权运动，主要活动定于6月17日举行。9月下旬，Shaima Jastania因在吉达驾驶汽车被判处10下鞭刑，此前不久，阿卜杜拉国王宣布女性可以参加2015年市政选举并有资格成为协商会议成员，随后阿卜杜拉国王推翻了对Shaima Jastania的判决。阿尔·沙里夫和萨马尔·巴达维向申诉委员会（非伊斯兰教法法庭）起诉沙特当局，指控当局拒绝她们的驾照申请。2012年3月，女大学生在艾卜哈的哈立德国王大学举行抗议，遭到安全部队袭击，导致一人死亡。3月和4月，麦地那的泰巴大学和塔布克大学也相继爆发抗议活动。哈立德国王大学学生要求解雇校长，该校长于2012年7月1日被替换。